# Křeptovský Dvůr
Křeptovský Dvůr nebo též Křeptov (německy Krzeptauer Hof) je osada v okrese Žďár nad Sázavou v kraji Vysočina. Jde o místní část obce Ruda. Nachází se asi 10,5 km jihovýchodně od Velkého Meziříčí a asi 36 km jihovýchodně od Žďáru nad Sázavou.
V Křeptovském Dvoře se nachází křižovatka silnic II/390 a II/602. Je zde registrováno osm čísel popisných: 41, 42, 49, 79, 93, 132, 133 a 148. Západně od domu čp. 93 stojí vodojem.

## Historie
Na místě dnešního dvora stávala vesnice Křeptov, která byla roku 1642 zničena nedaleko tábořícími Švédy.